# Радищев, Павел Александрович
Павел Александрович Радищев (август 1783 года, Петербург — 12-13 мая 1866 года, Петербург) — мемуарист, сын писателя Александра Николаевича Радищева, автора романа «Путешествие из Петербурга в Москву».

## Биография
Мать, Анна Васильевна, умерла вскоре после рождения сына, оставив четверых детей на попечении сестры. Детство провел в Илимске, куда в 1788 году был сослан Александр Радищев. После того, как в 1795 году отец был помилован, вернулся в родовое имение.
В 16 лет Павел Александрович поступил в Морской кадетский корпус, который окончил в 1802 году в ранге мичмана. Учился вместе с Федором Петровичем Толстым, будущим известным художником и медальером. После смерти отца был определен в учебный комитет Морского Министерства, откуда вскоре перешел в Департамент народного просвещения. В 1806 году в чине коллежского асессора вышел в отставку и поселился в родовом имении Немцово. В войну 1812 года Павел Радищев вступил в Московское ополчение. К тому моменту он уже страдал «слоновой» болезнью, поэтому непосредственно в сражениях не участвовал. Отечественная война фактически разорила Радищева. Его имение в с. Немцово было полностью разрушено, дом и деревня сожжены казаками дотла.
В 1829 году он продал имение для уплаты долгов и поселится в Москве в своем доме на Мещанской улице. В 1835 году, в возрасте за сорок, сдал экзамен в Московском университете на звание домашнего учителя и был определен на работу в Воронеж. В 1844 году переехал в Таганрог. События Крымской войны 1853—1855 годов полностью лишили Радищева средств к существованию. Болезнь продолжала прогрессировать.
Почти полвека Павел Александрович боролся за снятие запрета на издание отцовского литературного наследия и всячески пытался его популяризировать. Он писал Герцену, Чернышевскому, несколько раз обращался непосредственно к императору Александру II, но все напрасно. В 1858 году им было опубликовано воспоминание об Александре Радищеве, таким образом, сохранились бесценные биографические сведения об известном русском писателе. Жизнь Павла Радищева незаметно для него самого превратилась в одно сплошное путешествие из Петербурга в Москву и обратно, от издателя к издателю. Да и умер он в поезде во время очередной из таких поездок в столицу. Сохранилась выписка из книги прихода денег по Болконскому православному кладбищу Петербурга на 1866 год: «(15 мая 1866) Павел Александрович Радищев; коллежский асессор; копка могилы пятьдесят копеек, место один рубль».
На сегодняшний день местонахождение могилы Павла Радищева не установлено.

## Публикации
- Биография А. Н. Радищева написанная его сыновьями — М.--Л., Издательство Академии наук СССР, 1959